# Schöneberg (Familienname)
Schöneberg bzw. Schoeneberg ist ein deutscher Familienname.

## Herkunft und Bedeutung
Schöneberg ist ein Herkunftsname, dessen Benennung nach den Siedlungsnamen Schöneberg, Schönberg und Schönenberg erfolgte, die häufig in ganz Deutschland und im heutigen Polen auftreten, Schönenberg auch in der Schweiz.

## Varianten
- Schönberg, Schönberger, Schöneberger, Schönenberger

## Namensträger
- Alfred Schöneberg (1921–2006), Offizier der Waffen-SS und verurteilter Kriegsverbrecher
- Bruno Schoeneberg (1906–1995), deutscher Mathematiker
- Günter Schöneberg (Architekt), deutscher Architekt
- Günter Schöneberg (Schachspieler) (1925–2001), deutscher Fernschachspieler
- Günter Schöneberg (Politiker) (* 1947), deutscher Politiker
- Kai Schöneberg (* 1968), deutscher Journalist
- Kevin Schöneberg (* 1985), deutscher Fußballspieler
- Klaus Schöneberg (* 1939), deutscher Politiker (CDU), Mitglied des Abgeordnetenhauses von Berlin
- Lisa Schoeneberg (* 1957), US-amerikanische Curlerin
- Manfred Schöneberg (* 1946), deutscher Schachspieler
- Manfred Schoeneberg (* 1954), deutscher Leichtathlet
- Misha Schoeneberg (* 1959), deutscher Autor, Songschreiber und Sprachlehrer
- Nevena Schöneberg (* 2001), deutsche Schauspielerin und Musikerin
- Stefanie Schoeneberg (* 1997), deutsche Handballspielerin